# 渡邉紘平
渡邉紘平（わたなべ こうへい、本名同じ、1978年7月7日 - ）は、日本の俳優である。演劇ユニット東京深夜舞台のメンバーで、ケイダッシュに所属している。

## 出演

### テレビドラマ
- アンナさんのおまめ（テレビ朝日、2006年） - 鶴岡正人 役
- 火曜ドラマゴールド 潜入刑事らんぼう2 （日本テレビ、2007年） - 竹山圭吾 役
- ホテリアー（テレビ朝日、2007年） - 飯塚雅人 役
- おじいさん先生（日本テレビ系列、2007年）
- 医龍 -Team Medical Dragon2-（フジテレビ、2007年）
- 赤川次郎ミステリー 4姉妹探偵団 第5話（テレビ朝日、2008年） - 根岸武則 役
- キミ犯人じゃないよね? 第4話（テレビ朝日、2008年） - 白木 役
- サラリーマン金太郎（テレビ朝日、2008年） - 坂巻純一郎 役
- チーム・バチスタの栄光 第8話 - 最終話（関西テレビ、2008年） - 平田浩次 役
- 252 生存者あり episode.ZERO（日本テレビ、2008年）
- 特命係長 只野仁 4thシーズン 第34話（テレビ朝日、2009年）
- 魔女裁判（フジテレビ、2009年） - 進藤亮介 役
- エンゼルバンク〜転職代理人 第4話（テレビ朝日、2010年）
- 山田太一ドラマスペシャル 遠まわりの雨（日本テレビ、2010年3月） - 林 役
- FACE MAKER 第5話（日本テレビ、2010年11月） - 小山内史郎 役
- さよならロビンソンクルーソー（フジテレビ、2010年12月）
- 七福神!〜ギャラは年末ジャンボ宝くじ。神様のアルバイト、はじめませんか?〜（フジテレビ、2011年1月7日）
- 最上の命医（テレビ東京、2011年1月 - 3月） - 不知火大輝 役
- NHKスペシャル 未解決事件 file.01「グリコ・森永事件」（NHK、2011年7月29、30日） - 府警担当記者役
- 俺の空 刑事編 第1話（テレビ朝日、2011年10月16日） - 熱川洋一 役
- QP 第4話（日本テレビ、2011年10月26日） - 吉川 役
- クロヒョウ2 龍が如く 阿修羅編 第3話・第7話（MBSテレビ、2012年4月19日・5月17日)
- 匿名探偵（テレビ朝日、2012年10月 - 12月） - 一之瀬 役
- ダブルフェイス（TBS・WOWOW、2012年10月）
- 月曜ゴールデン 警視庁心理捜査官・明日香3（TBS、2013年1月7日） - 新出貢 役
- サキ 第5話 - （関西テレビ、2013年） - 花岡 役
- 幽かな彼女 第3話（関西テレビ、2013年4月23日） - 冬木健 役
- 警部補 矢部謙三2 第1話・第3話・第6話（2013年7月5日・26日・8月16日、テレビ朝日） - 刑事 役[1]
- 土曜ワイド劇場（テレビ朝日）
  - 温泉 (秘) 大作戦5（2008年1月19日） - 中野亘 役
  - 特ダネ(秘)記者!嘉門公平の殺人取材（2009年9月19日） - 小川哲夫 役
  - 100の資格を持つ女〜ふたりのバツイチ殺人捜査〜3（2010年3月20日）
  - 広域警察3（テレビ朝日、2012年11月17日）- 増田隆 役
- 金曜プレステージ（フジテレビ）
  - 刑事・鳴沢了2〜偽りの聖母〜（2011年5月20日） - 菅原康介 役
  - 十津川刑事の肖像5　鎌倉電鉄殺人事件（2012年4月6日）
  - 鬼刑事 米田耕作2　黒いナースステーション（2013年9月13日） - 小川靖史 役
- 新春ワイド時代劇（テレビ東京）
  - 戦国疾風伝 二人の軍師 秀吉に天下を獲らせた男たち（2011年1月2日） - 長井新八郎 役
  - 白虎隊〜敗れざる者たち（2013年1月2日）
- 水曜ミステリー9（テレビ東京）
  - 西村京太郎サスペンス トラベルライター青木亜木子2（2014年1月15日） - 松井将太 役
  - 犯罪科学分析室 電子の標的3（2017年2月1日） - 円山信吾 役
- 大岡越前 最終話（NHK BSプレミアム、2014年1月24日） - 青山九太夫 役
- トクボウ 警察庁特殊防犯課（読売テレビ、2014年4月 - 6月） - 武士沢義人 役
- ぼんくら（2014年） - 房吉
- 五つ星ツーリスト〜最高の旅、ご案内します!!〜 第11話（2015年3月19日、読売テレビ） - 石野雄也 役
- ミステリなふたり 第1話（2015年4月13日、名古屋テレビ） - 巡査 役
- 子連れ信兵衛 第1話（NHK BSプレミアム、2015年11月13日） - 橋本 役
- 臨床犯罪学者 火村英生の推理 第7話 - 第10話（2016年2月28日 - 3月20日、日本テレビ） - 井出護 役
- 警視庁捜査一課9係 season11 第6話（2016年5月11日、テレビ朝日） - 香坂亮一 役
- ヤッさん〜築地発!おいしい事件簿（テレビ東京、2016年7月 - 8月） - 吉田 役
- 家政夫のミタゾノ 第2話（2016年10月28日、テレビ朝日） - 中井達也 役
- 荒神（2018年2月17日、NHK BSプレミアム） - 磐井半之丈 役
- 科捜研の女 SEASON17 最終話（2018年3月22日、テレビ朝日） - 水沼 役
- 執事 西園寺の名推理 第2話（2018年4月20日、テレビ東京） - 野島勇作 役
- 復讐捜査〜警察犬と刑事の殺人追跡行〜（2018年5月6日、テレビ朝日） - 大崎 役

### 映画
- リターナー（2002年）
- 叫（2007年）
- 隠し砦の三悪人（2008年）
- 築地魚河岸三代目（2008年）
- なくもんか（2009年）
- 裁判長!ここは懲役4年でどうすか（2010年11月）
- あしたのジョー（2011年2月）
- 相棒 -劇場版III- 巨大密室! 特命係 絶海の孤島へ（2014年4月26日） - 相模太郎役

### 舞台
- Revolution（2003年3月、東京芸術劇場）
- メリケン（2004年1月、SPACE107） - 窪田 役
- タクラマカン（2005年6月、中野ポケット）
- GO! JET GO! GO!（2005年10月、サンシャイン劇場） - 大地 役
- タクラマカン（2006年7月、北海道）
- オサエロ（2008年5月、全労済ホールスペース・ゼロ）
- 秦組 旗揚げ公演 Pain（2008年8月、下北沢「劇」小劇場）
- 東京深夜舞台第4回公演 ドント・ルック・バック・イン・アンガー（2009年4月、西麻布SuperDeluxe） - 大輔 役
- 東京深夜舞台第5回公演 未来タクシー（2009年8月、渋谷duo MUSIC EXCHANGE）
- ガス人間第1号（2009年10月、シアタークリエ） - 刑事・田端 役
- 東京深夜舞台第6回公演 東京想い出銀行（2010年1月、渋谷duo MUSIC EXCHANGE） - 鈴木大吉 役
- ドラマティック・レビュー ノーマ・ジーンとマリリン・モンロー（2010年2月、赤坂レッドシアター）
- つばき、時跳び（2010年8月、明治座） - 坂本龍馬 役
- 東京深夜舞台第7回公演 パンチドランカー（2010年10月、アトリエ・フォンテーヌ）